# 巴塔帕拉
巴塔帕拉（Bhatapara），是印度恰蒂斯加尔邦Raipur县的一个城镇。总人口50080（2001年）。

## 人口
该地2001年总人口50080人，其中男性25521人，女性24559人；0—6岁人口7356人，其中男3839人，女3517人；识字率64.66%，其中男性为73.65%，女性为55.33%。